# Verreauxs duif
Verreauxs duif (Leptotila verreauxi) is een vogel uit de familie Columbidae (duiven).

## Verspreiding en leefgebied
Deze soort komt wijdverspreid voor in Midden- en Zuid-Amerika en telt 14 ondersoorten:
- L. v. capitalis: Tres Marias (nabij westelijk Mexico).
- L. v. angelica: zuidelijk Texas, noordelijk en centraal Mexico.
- L. v. fulviventris: van zuidoostelijk Mexico tot Belize en noordoostelijk Guatemala.
- L. v. bangsi: van westelijk Guatemala tot westelijk Nicaragua en westelijk Honduras.
- L. v. nuttingi: Meer van Nicaragua.
- L. v. verreauxi: van zuidwestelijk Nicaragua en Costa Rica tot noordelijk Venezuela en de Nederlandse Antillen.
- L. v. zapluta:  Trinidad.
- L. v. tobagensis: Tobago.
- L. v. hernandezi: zuidwestelijk Colombia.
- L. v. decolor: van westelijk Colombia tot westelijk en noordelijk Peru.
- L. v. brasiliensis: de Guiana's en noordelijk Brazilië.
- L. v. approximans: noordoostelijk Brazilië.
- L. v. decipiens: oostelijk Peru en Bolivia, westelijk Brazilië.
- L. v. chalcauchenia: van zuidelijk Bolivia tot Uruguay en het noordelijke deel van Centraal-Argentinië.